# نظم بيئية جبلية

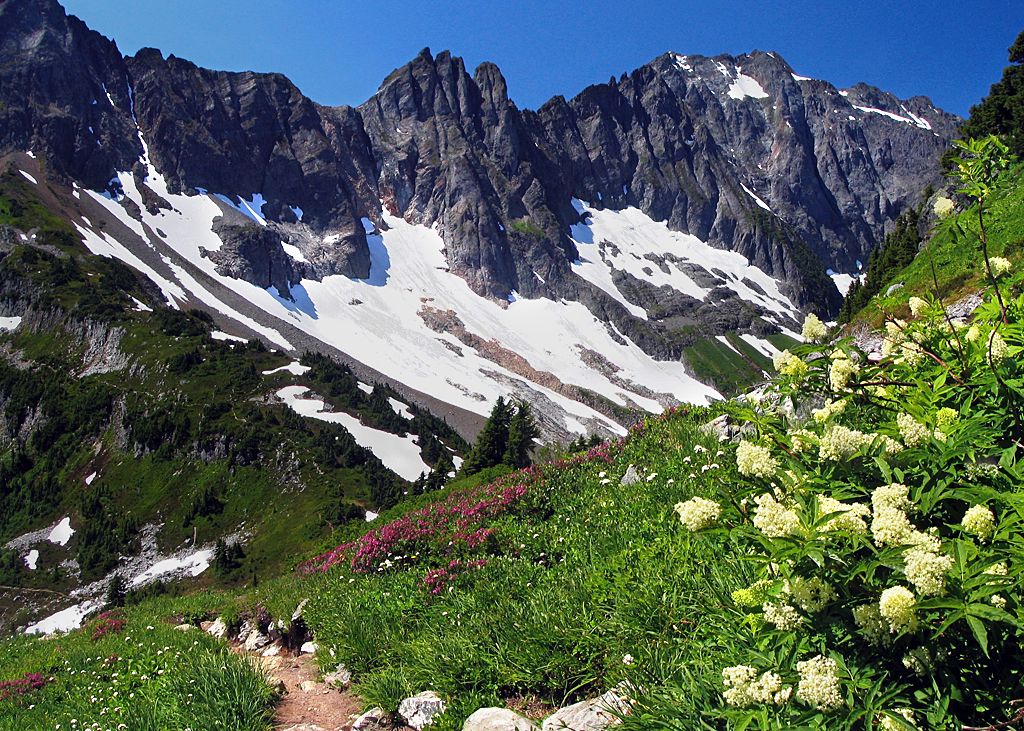

تشير النظم البيئة الجبلية إلى أي نظام بيئي موجود في الجبال. تتأثر هذه النظم البيئية بشدة بالمناخ الألبي، الذي يزداد برودة كلما زاد الارتفاع. تُعتبر هذه النظم نُظماً طبقية تابعة للارتفاع، فتنتشر الغابات الكثيفة في الارتفاعات المعتدلة مثلاً. ومع ذلك، يصبح المناخ أكثر قسوة مع زيادة الارتفاع، ويتحول المجتمع النباتي إلى الأراضي العشبية أو التندرا.

## مناطق الحياة

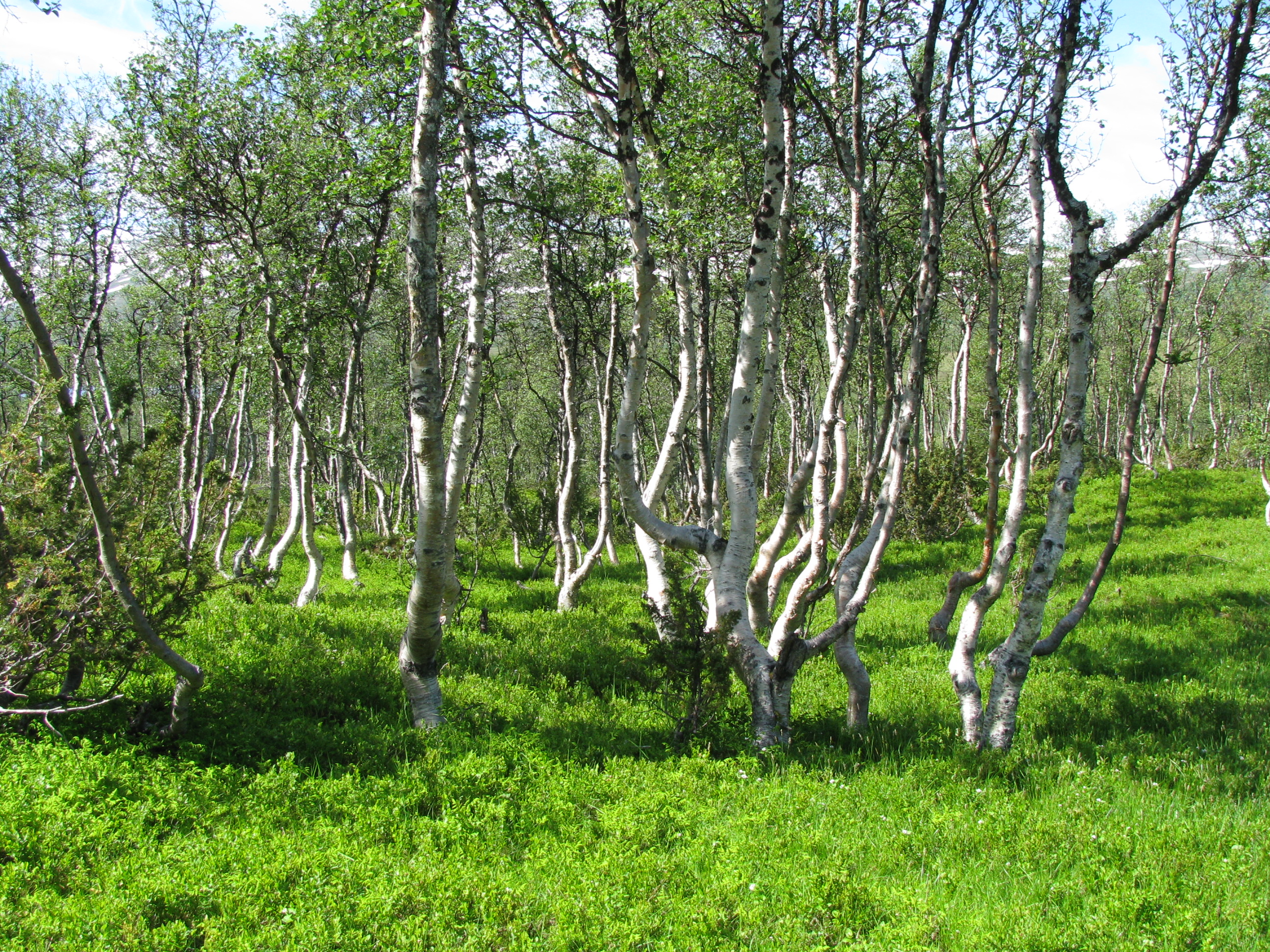
أشجار البتولا الجبلية ونباتات التوت البري في جبال ترولهيمين (Trollheimen): عناصر رئيسية في النظم البيئية الجبلية

يصبح المناخ ألبياً مع زيادة الارتفاع، نتيجةً لانخفاض الضغط الجوي والتبريد الكظومي للكتل الهوائية. يكاد يُعادل التغير في المناخ الحاصل نتيجة الارتفاع 100 متر على جبل ما، التحرك 89 كيلومتراً (45 ميلاً أو 0.75 درجة من خط العرض الجغرافي) نحو أقرب قطب.
تميل النباتات والحيوانات ذات الطابع الجبلي إلى الاعتماد بشدة على الارتفاع بسبب التغير المناخي. تتسبب هذه التبعية في تشكيل مناطق الحياة: عصابات من النظم البيئية المتشابهة على ارتفاع متماثل.
تُعتبر الغابات الجبلية إحدى مناطق الحياة النموذجية الموجودة في الجبال: يزيد هطول الأمطار والمناخ المعتدل في المرتفعات المعتدلة، من نمو الغابات الكثيفة. يُعرف «نظام مناطق حياة هولدريدج» مناخ الغابة الجبلية بأنه المناخ الذي تتراوح درجة الحرارة الحيوية فيه بين 6 و12 درجة مئوية (43 و54 درجة فهرنهايت)، إذ تكون درجة الحرارة الحيوية هي متوسط درجات الحرارة، مع مراعاة درجات الحرارة التي تقل عن 0 درجة مئوية (32 درجة فهرنهايت) واعتبارها 0 درجة مئوية (32 درجة فهرنهايت).
وأما في المنسوب الأعلى من الغابة الجبلية، فتصبح الأشجار رفيعة في المناطق شبه الألبية، وتلتوي أيضاً أشجار الكرومهولز، لتفشل في النمو في نهاية الأمر. لذلك، تحتوي الغابات الجبلية غالباً على أشجار ذات جذوع ملتوية. لوحظت هذه الظاهرة نتيجةً لازدياد شدة الرياح مع زيادة الارتفاع، يُسمى الارتفاع الذي تفشل فيه الأشجار عن النمو بخط الشجر. تتراوح درجة الحرارة الحيوية لمنطقة شبه ألبية بين 3 و6 درجات مئوية (37 و43 درجة فهرنهايت).
يُطلق على النظام البيئي الموجود أعلى خط الشجر بمنطقة جبال الألب أو التندرا الألبية، والتي تهيمن عليها الأعشاب والشجيرات منخفضة النمو. تتراوح درجة الحرارة الحيوية للمنطقة الألبية بين 1.5 و3 درجات مئوية (34.7 و37.4 درجة فهرنهايت).
يعيش العديد من أنواع النباتات المختلفة في البيئة الألبية، بما في ذلك النباتات المعمرة والسعدية والنباتات المزهرة والوسادية والحزازية والأشنيات. يجب أن تتكيف هذه النباتات الألبية مع الظروف القاسية لجبال الألب، والتي تشمل درجات الحرارة المنخفضة والجفاف والأشعة فوق البنفسجية ومواسم النمو القصيرة.
تُظهر النباتات الألبية تكيفاً على هيئة الهياكل وردية الشكل والأسطح الشمعية والأوراق الشعرية. نظراً للخصائص الشائعة لهذه المناطق، يُجمع «الصندوق العالمي للطبيعة» مجموعة من المناطق البيئية المرتبطة بالمناطق الأحيائية «للأراضي العشبية والشجيرات الجبلية».

## الغابة الجبلية

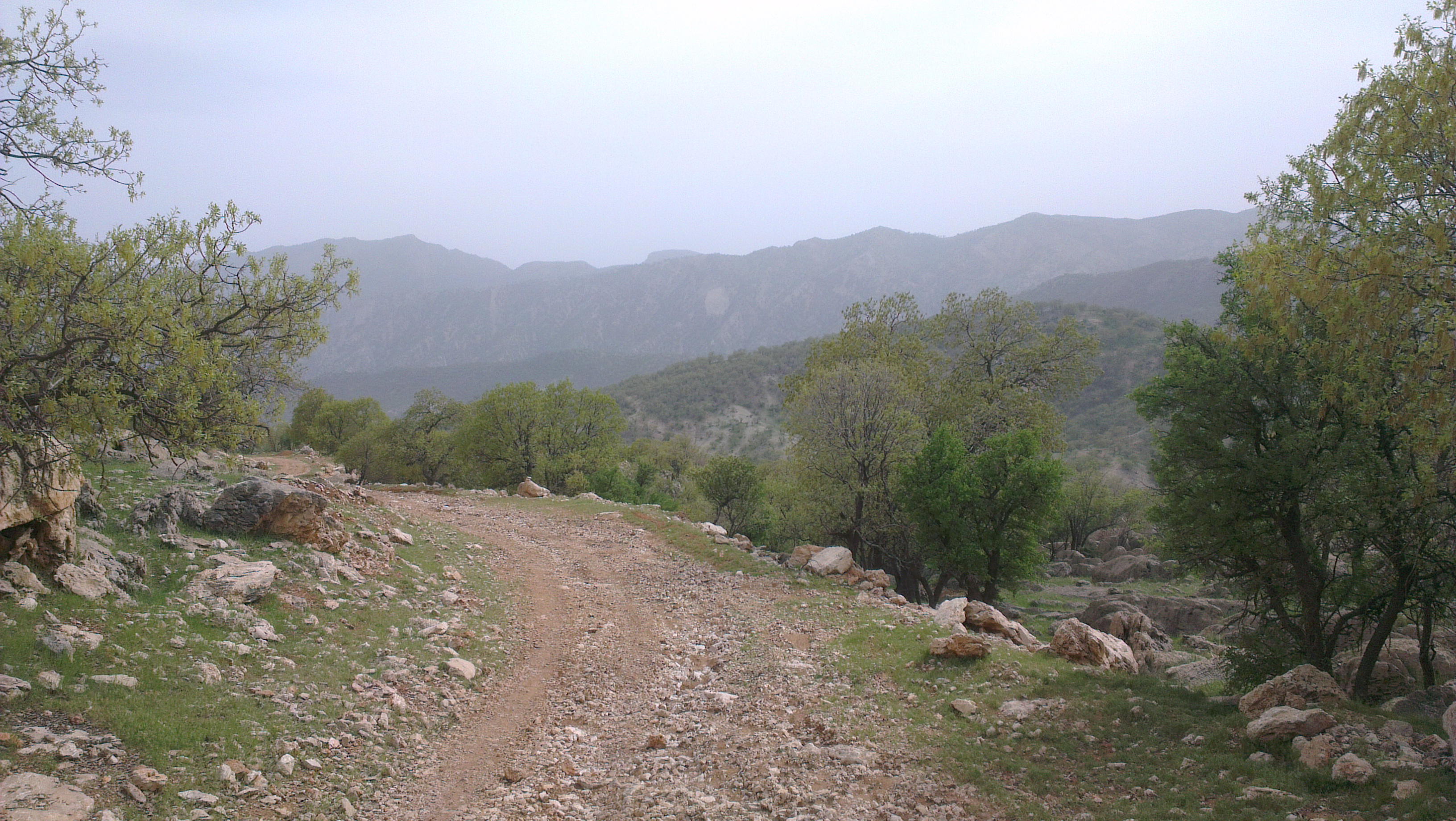
الغابة الجبلية

تظهر الغابات الجبلية بين التلال السفحية والغابات المرتفعة. يختلف الارتفاع الذي تتغير فيه موائل الكائنات في جميع أنحاء الكرة الأرضية، ولا سيما من خلال خط العرض الجغرافي. غالباً ما يُميز الحد الأعلى للغابات الجبلية، والذي هو خط الأشجار، من خلال تحول النباتات إلى أنواع أقوى تنمو في مدرجات شجرية قليلة الكثافة الشجرية. على سبيل المثال، تحتوي الغابة الجبلية في سييرا نيفادا في كاليفورنيا على مدرجات شجرية كثيفة من شجيرات الصنوبر والشوح البهي، بينما تحتوي الغابات المرتفعة في سييرا نيفادا على مدرجات متناثرة من الصنوبر الأبيض الساق.
ربما يكون الحد الأدنى لمنطقة جبلية هو عبارة عن «نطاقاً شجرياً منخفضاً» يفصل الغابة الجبلية عن السهوب الأكثر جفافاً أو المنطقة الصحراوية.
تختلف الغابات الجبلية عن غابات الأراضي المنخفضة الموجودة في نفس المنطقة. فمناخ الغابات الجبلية أبرد من مناخ الأراضي المنخفضة الواقعة على نفس خط العرض، ولذلك تحتوي الغابات الجبلية على أنواع نموذجية من غابات الأراضي المنخفضة الواقعة على خطوط العرض الجغرافية العليا.
يمكن للإنسان أن يُخل بتوازن الغابات الجبلية من خلال تنمية الحراج وزراعة الغابات. تُعتبر الغابات الجبلية الموجودة في الجبال المعزولة والمحُاطة بمناطق جافة جرداء، بمثابة نظم بيئية «جزر سماوية» نموذجية.

### المناخ المعتدل
غالباً ما تكون الغابات الجبلية ذات المناخ المعتدل غابات صنوبرية معتدلة أو غابات الأشجار عريضة الأوراق وغابات مختلطة، وأنواع أخرى من غابات مشهورة في أوروبا وأمريكا الشمالية الوسطى. علماً أنه في الغالب لا تتطابق الأشجار مع تلك الموجودة في الشمال: إذ يسبب كل من المناخ والجيولوجيا نشوء أنواعاً مختلفة مرتبطة بالغابات الجبلية.
تميل الغابات الجبلية الموجودة خارج الأراضي الأوروبية إلى أن تكون غنية الأنواع، وذلك نظراً لأن سلاسل الجبال الرئيسية في أوروبا موجهة نحو الشرق والغرب.
تقع الغابات الجبلية في المناطق معتدلة المناخ في أوروبا (جبال الألب والكاربات والقوقاز ورودوب)، وفي أمريكا الشمالية (جبال كاسكيد وكلاماث والأبالاش وجبال أخرى)، وفي جنوب غرب أمريكا الجنوبية، ونيوزيلندا وهيمالايا.

### المناخ المتوسطي
تُعتبر الغابات الجبلية الموجودة في المناطق ذات المناخ المتوسطي دافئة وجافة إلا في فصل الشتاء، حيث تكون رطبة ومعتدلة نسبياً.
وهذه الغابات هي عادةً غابات مختلطة من الصنوبر والأشجار عريضة الأوراق، مع عدد قليل فقط من الأنواع الصنوبرية. تُعتبر أشجار الصنوبر والعرعر من الأشجار النموذجية الموجودة في الغابات الجبلية المتوسطية.
تُظهر الأشجار عريضة الأوراق تنوعاً أكبر، وغالباً ما تكون دائمة الخضرة، كأشجار البلوط دائم الخضرة على سبيل المثال.
يوجد هذا النوع من الغابات في حوض البحر الأبيض المتوسط وشمال أفريقيا والمكسيك وجنوب غرب الولايات المتحدة وإيران وباكستان وأفغانستان.

### المناخ الاستوائي وشبه الاستوائي
يمكن أن تتكون الغابات الجبلية في المناطق الاستوائية من الغابات عريضة الأوراق بالإضافة إلى الغابات الصنوبرية. تُعتبر الغابة الضبابية أحد الأمثلة على الغابة الجبلية الاستوائية، والتي تكسب رطوبتها من السحب والضباب. غالباً ما تُظهر هذه الغابات الضبابية وفرة من الطحالب التي تغطي الأرض والنباتات، ويُشار إليها في هذه الحالة باسم الغابات الحزازية.
تتطور الغابات الحزازية عادةً على سروج الجبال، حيث يُحتفظ بالرطوبة الناتجة عن تكاثف السُحب بشكل أكثر فاعلية.
بناءً على خط العرض الجغرافي، يتراوح الحد الأدنى لمنسوب الغابات المطرية الموجودة في الجبال الكبيرة بين 1500 و2500 متر (4900 و8200 قدم)، في حين أن الحد الأعلى يتراوح عادةً بين 2400 و3300 متر (7900 و10.800 قدم).

## المناطق شبه الألبية
المنطقة شبه الألبية، هي المنطقة الأحيائية الموجودة أسفل خط الأشجار مباشرةً حول العالم. قد يكون خط الأشجار أعلى من 4000 متر (12000 قدم) في المناطق المدارية الموجودة بجنوب شرق آسيا، بينما يصل إلى 450 متر (480 قدم) في إسكتلندا.